# Eriauchenus pauliani
Espèce
Synonymes
- Archaea pauliani Legendre, 1970

Eriauchenus pauliani est une espèce d'araignées aranéomorphes de la famille des Archaeidae.

## Distribution
Cette espèce est endémique de Madagascar. Elle se rencontre vers Andohahelo.

## Description
Le mâle holotype mesure 2,4 mm et la femelle paratype 2,9 mm.
Le mâle décrit par Wood et Scharff en 2018 mesure 2,39 mm.

## Systématique et taxinomie
Cette espèce a été décrite sous le protonyme Archaea pauliani par Legendre en 1970. Elle est placée dans le genre Eriauchenus par Wunderlich en 2004.

## Étymologie
Cette espèce est nommée en l'honneur de Renaud Paulian.

## Publication originale
- Legendre, 1970 : « Arachnida-Araignées-Archaeidae. » Faune de Madagascar, vol. 32, p. 1-51.